# نقطه‌نگاری

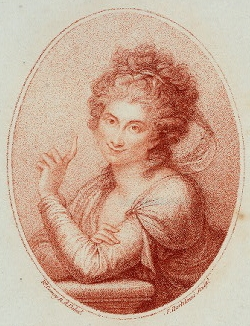
مادالنا آلگرانتی، نقطه‌نگاری، اثر فرانچسکو بارتولوتزی، سده هیجدهم.

نقطه‌نگاری یا تکنیک نقطهٔ محو (به انگلیسی: Stippling) روشی از نگارگری است که در آن با استفاده از ترسیم نقطه‌های ریز، به نقاشی، سایه‌روشن‌های ویژه‌ای داده می‌شود تا به این وسیله نمایی نرم و لطیف به‌دست آید.
در بخش‌های تیره‌تر تصویر، تراکم خال‌نگاری بیشتر و در بخش‌های روشن تراکم آن کمتر است.
قلمی که در اجرای نقطه‌ها و خال‌ها از آن استفاده می‌شود به قلم‌موی ضربه‌ای معروف است.
نقطه‌نگاری با نقطه‌چینی همانندی دارد اما در نقطه‌چینی نقطه‌هایی با رنگ‌های گوناگون کنار هم ترسیم می‌شود تا آمیزه‌ای از رنگ‌ها را پدید آورد اما در نقطه‌نگاری تنها از یک رنگ استفاده می‌شود.